# Chasmataspidida
I casmataspididi (Chasmataspidida), a volte indicati come casmataspidi (Chasmataspida), sono un gruppo di artropodi chelicerati estinti, forse imparentati con gli xifosuri, gli euripteridi o gli aracnidi. Vissero tra l'Ordoviciano medio e il Devoniano medio (circa 470 - 390 milioni di anni fa) e i loro resti fossili sono stati ritrovati in Europa, Nordamerica e Asia.

## Descrizione
La maggior parte dei casmataspididi sono piccoli artropodi con una lunghezza del corpo non superiore a 3 centimetri, ma le specie ordoviciane erano eccezionalmente grandi, con lunghezze tra i 10 centimetri (Chasmataspis) e i 29 centimetri (Hoplitaspis).
Il corpo aerodinamico dei casmataspidi è composto da un prosoma rigido e da un opistosoma a 13 segmenti esterni. Come gli euripteridi, il lato dorsale del prosoma era coperto da un carapace rigido (scudo dorsale prosomale) che portava un paio di occhi laterali più grandi (presumibilmente composti) e un paio di piccoli ocelli mediani. I casmataspidi si distinguono facilmente dagli altri chelicerati per la suddivisione dei 13 segmenti opistosomiali in un preaddome allargato a 4 segmenti e un postaddome sottile a 9 segmenti. La tergite (esoscheletro dorsale) del primo segmento opistosomiale/preaddominale conserva come un elemento stretto noto come 'microtergite', che non è osservabile negli euripteridi. I tre segmenti preaddominali posteriori sono ben sviluppati, formando una sezione rigida chiamata "buckler". I segmenti postaddominali sono cilindrici e l'ultimo segmento termina con un telson simile a una spina o a una piastra, di solito relativamente corto. 

## Classificazione
I casmataspididi sono probabilmente imparentati con i limuli (Xiphosura) e/o con gli scorpioni di mare (Eurypterida). Studi più recenti suggeriscono che formino un clade (Dekatriata) con i gruppi Eurypterida e Arachnida. Alcuni studi indicano che i casmataspidi potrebbero non essere un gruppo monofiletico, ma forse un grado parafiletico di forme da cui nacquero gli euripteridi, o un gruppo parafiletico con acune forme più imparentate con gli xifosuri (Chasmataspis) e altre con gli euripteridi (Diploaspis e simili). Tuttavia, indagini più recenti indicherebbero una monofilia del gruppo, ponendolo alla base di un clade (Dekatriata) comprendente anche aracnidi ed euripteridi (Legg, 2014; Aria et al., 2017; Aria et al., 2019).